# Michael Eklund
Michael Eklund (Saskatoon, 31 luglio 1973) è un attore canadese.
Ha al suo attivo diverse apparizioni nelle serie TV dal 2000 ad oggi: da Dark Angel (un episodio nel 2000) a 4400 (un episodio nel 2004). La sua partecipazione è stata più continuativa nel caso di serie non ancora comparse in Italia: Terminal City, Alice, I Think e Intelligence. Nel 2010 ha lavorato nella serie tv Shattered ed è apparso come protagonista nell'episodio di Fringe The Plateau nel ruolo di Milo. È l'assistente di Tony (Heath Ledger) in Parnassus - L'uomo che voleva ingannare il diavolo (2009). È stato candidato ai Leo Awards 2014 per il film The Call.
È stato sposato dal 1993 al 2002 con Erin MacGilvray e dal 2003 al 2011 con Megan Bennett.

## Filmografia parziale

### Cinema
- Un poliziotto a 4 zampe 3 (K-9: P.I.), regia di Richard J. Lewis (2002)
- House of the Dead, regia di Uwe Boll (2003)
- Walk All Over Me, regia di Robert Cuffley (2007)
- When a Man Falls in the Forest, regia di Ryan Eslinger (2007)
- 88 minuti (88 Minutes), regia di Jon Avnet (2007)
- Watchmen, regia di Zack Snyder (2009)
- Django Gunless (Gunless), regia di William Phillips (2010)
- Hunt to kill - Caccia all'uomo (Hunt to Kill), regia di Keoni Waxman (2010)
- The Divide, regia di Xavier Gens (2011)
- Presa mortale 3: Homefront (The Marine 3: Homefront), regia di Scott Wiper (2013)
- The Call, regia di Brad Anderson (2013)
- Assalto a Wall Street (Assault on Wall Street), regia di Uwe Boll (2013)
- Three Days in Havana, regia di Gil Bellows e Tony Pantages (2013)
- Nurse - L'infermiera (Nurse 3D), regia di Douglas Aarniokoski (2013)
- Cruel & Unusual, regia di Merlin Dervisevic (2014)
- Primary, regia di Ross Ferguson (2014)
- See No Evil 2, regia di Jen Soska e Syslvia Soska (2014)
- Poker Night, regia di Greg Francis (2014)
- What an Idiot, regia di Peter Benson (2015)
- Eadweard, regia di Kyle Rideout (2015)
- Vendetta, regia di Jen Soska e Sylvia Soska (2015)
- Zoom, regia di Pedro Morelli (2015)
- Into the Forest, regia di Patricia Rozema (2015)
- Mr. Right, regia di Paco Cabezas (2015)
- The Confirmation, regia di Bob Nelson (2016)
- Dead Draw - Nessun vincitore (Dead Draw), regia di Brian Klemesrud (2017)
- Stegman Is Dead (The Hitman Never Dies), regia di David Hyde (2017)
- The Sound, regia di Jenna Mattison (2017)
- West of Hell, regia di Michael Steves (2018)
- Un uomo tranquillo (Cold Pursuit), regia di Hans Petter Moland (2019)
- Antlers - Spirito insaziabile (Antlers), regia di Scott Cooper (2021)
- Detective Knight - La notte del giudizio (Detective Knight: Rogue), regia di Edward Drake (2022)
- Detective Knight - Giorni di fuoco (Detective Knight: Redemption), regia di Edward Drake (2022)

### Televisione
- Stargate SG-1 – serie TV, episodio 6x05 (2002)
- Masters of Horror – serie TV, episodio 1x11 (2006)
- Smallville – serie TV, episodi 1x08-6x17 (2001-2007)
- Psych – serie TV, 2 episodi (2007-2014)
- Supernatural – serie TV, episodio 4x05 (2008)
- Fringe – serie TV, episodio 3x03 (2010)
- True Justice – serie TV, episodi 1x04-1x05 (2011)
- Alcatraz – serie TV, episodi 1x04-1x11 (2011)
- Bates Motel - serie TV, 8 episodi (2014)
- Gotham - serie TV, episodio 1x13 (2015)
- Wynonna Earp – serie tv (2015-in corso)
- Dirk Gently - Agenzia di investigazione olistica (Dirk Gently's Holistic Detective Agency) – serie TV (2016-2017)
- Altered Carbon - serie tv (2018)
- Van Helsing – serie tv, 3 episodi (2018-2019)

## Doppiatori italiani
Nelle versioni italiane, Michael Eklund è stato doppiato da:
- Simone D'Andrea in Un poliziotto a 4 zampe 3, Detective Knight - La notte del giudizio, Detective Knight - Giorni di fuoco
- Sacha De Toni in Stargate SG-1
- Davide Lepore in Smallville (ep. 1x08)
- Francesco Meoni in Smallville (ep. 6x17)
- Emiliano Coltorti in House of the Dead
- Fabio Boccanera in Psych (ep. 1x12)
- Roberto Fidecaro in Psych (ep. 8x03)
- Alessandro Rigotti in Alcatraz
- Alberto Caneva in Supernatural
- Vladimiro Conti in Fringe
- Loris Loddi in The Call
- Sandro Acerbo in Arrow
- Pasquale Anselmo in Bates Motel
- Paolo Sesana in The Divide
- Alessandro Capra in Continuum
- Massimo Aresu in Assalto a Wall Street
- David Chevalier in Altered Carbon
- Francesco Prando in Dead Draw - Nessun vincitore
- Riccardo Scarafoni in Un uomo tranquillo
- Mirko Mazzanti in Dirk Gently - Agenzia di investigazione olistica
- Matteo Brusamonti in Wynonna Earp
- Diego Baldoin in Van Helsing (come Jacob Van Helsing)
- Paolo De Santis in Van Helsing (come Abraham Van Helsing)
- Christian Iansante in Big Sky